# Photobucket
Photobucket är en webbtjänst för uppladdning, redigering och delning av digitala bilder och videofilmer. Photobucket ägs av Fox Interactive Media och är baserat i Denver, USA. I april 2006 hade tjänsten 14 miljoner användare och 80 uppladdade bilder per sekund. Två veckor efter att Photobucket lanserades laddades 30 000 videos upp dagligen vilket jämföras med YouTube där det laddades upp cirka 35 000 videos dagligen. År 2017 fanns över 10 miljarder uppladdade bilder i tjänsten.

## Historia
Webbtjänsten grundades 2003 av Alex Welch och Darren Crystal.
Photobucket lanserades i april 2006 för att möta en efterfrågan på möjligheter till bilddelning, en tjänst som var begränsad på etablerade sajter som exempelvis MySpace. Efterfrågan blev stor och tillväxten beskrevs som explosionsartad. I maj samma år gjordes en ny finansieringsrunda som resulterade i att  Trinity Ventures investerade 10,5 miljoner dollar.
År 2007 köptes tjänsten av News Corporation för 300 miljoner dollar som sålde den vidare 2010. I juni 2011 meddelades ett samarbete med Twitter. Vid det laget hade Photobucket växt kraftigt och omfattade 100 miljoner användare och åtta miljarder uppladdade bilder.